# أنديرس وول
أنديرس وول (بالسويدية: Anders Wall) هو شخصية أعمال سويدي، ولد في 10 مارس 1931 في Giresta ‏ في السويد.